# Richard Meinertzhagen

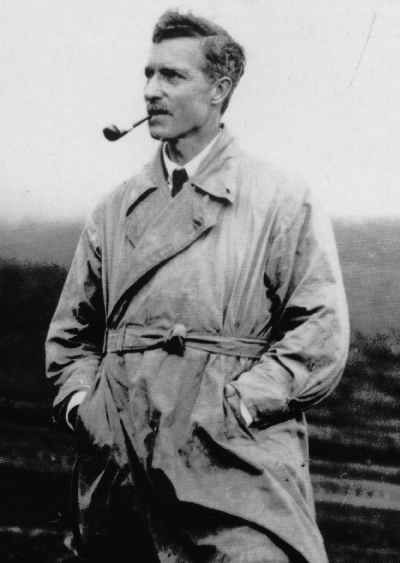
Richard Meinertzhagen in 1922

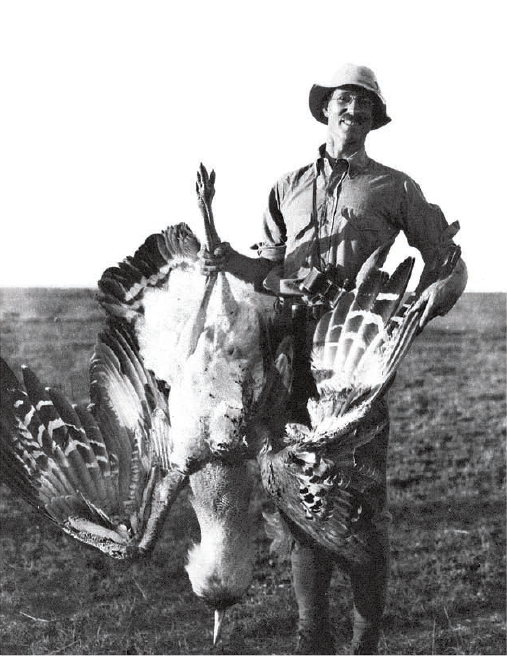
Meinertzhagen met een koritrap in Kenia in 1915

Richard Meinertzhagen (Kensington, 3 maart 1878 - Londen, 17 juni 1967) was een Brits militair officier, jager, ornitholoog, schrijver, zionist, spion en naar later bleek fraudeur.

## Leven en werk
Hij was een van tien kinderen in een rijke en vooraanstaande familie, die verschillende huizen bezat. Hij werd militair en diende in India en Oost-Afrika voor en tijdens de Eerste Wereldoorlog. Tegen het einde van de oorlog was hij actief in Frankrijk en Palestina. Zijn voornaamste opdracht was het inwinnen van militaire inlichtingen, maar hij zou ook een meedogenloos doder geweest zijn. Na de oorlog werd hij een Brits politiek officier in Palestina en Syrië. Hij werd onderscheiden met de Orde van Voorname Dienst en de Orde van het Britse Rijk. Hij verliet het leger in 1925 en wijdde zich aan zijn twee hobby's: ornithologie en het promoten van een eigen Joodse staat. Hij reisde veel en werkte daarbij vaak voor de Britse geheime dienst. Tijdens de jaren 1930 ontmoette hij tweemaal Adolf Hitler om de Joodse zaak te bepleiten.
Hij schreef een aantal referentiewerken over vogels, waaronder Nicoll's Birds of Egypt (1930), The Birds of Arabia (1954) en Pirates and Predators (1959).
Daarnaast publiceerde hij een aantal dagboeken:
- Kenya Diary (1957)
- Middle East Diary (1959)
- Army Diary (1960)
- The Diary of a Black Sheep (1964).

De beschrijvingen van zijn daden in deze veelgelezen dagboeken moeten echter met de nodige scepsis benaderd worden; ze bevatten veel overdrijvingen, verdraaiingen van de feiten en verzonnen avonturen. Recente studie heeft bijvoorbeeld uitgewezen dat hij zeker niet zoveel mensen heeft gedood als hijzelf beweerd heeft.
Meinertzhagen liet een enorme collectie van meer dan 25.000 vogelspecimens na, die hij aan het British Museum naliet. Maar in 1993 bleek bij nader onderzoek hiervan dat hij vele specimens uit diverse musea had ontvreemd, opnieuw had laten opzetten en als eigen vangst liet doorgaan. Een artikel in het tijdschrift Nature in 2005 bracht de omvang van zijn fraude aan het licht.
Over Meinertzhagen schreef Brian Garfield de biografie The Meinertzhagen mystery: The life and legend of a colossal fraud (Potomac Books, 2007, ISBN 9781597970419)

## Hommage
Het reuzenboszwijn Hylochoerus meinertzhageni (Thomas, 1904) is naar hem vernoemd.